# Radosław Cyniak
Radosław Andrzej Cyniak  (ur. 30 listopada 1972) – pułkownik dyplomowany Wojska Polskiego, dowódca 9 pułku rozpoznawczego (2017–2020). 

## Przebieg służby wojskowej
Radosław Cyniak studia wojskowe rozpoczął we wrześniu 1991 jako podchorąży Wyższej Szkoły Oficerskiej Wojsk Zmechanizowanych we Wrocławiu. W 1995 ukończył wojskową uczelnię, która w 1994 została przeformowana w Wyższą Szkołę Oficerską im. Tadeusza Kościuszki, w sierpniu tego roku był promowany na pierwszy stopień oficerski – podporucznika. Służbę zawodową rozpoczął w październiku 1995 na stanowisku dowódcy plutonu w 2 Pułku Kawalerii Powietrznej (w 1996 przemianowany na 7 Pułk Ułanów Lubelskich) 25 Dywizji Kawalerii Powietrznej. Następnie po przeformowaniu 25 Dywizji Kawalerii Powietrznej pełnił obowiązki służbowe w 25 Brygadzie Kawalerii Powietrznej na stanowiskach: dowódcy szwadronu, oficera S-3, szefa sztabu batalionu, zastępcy dowódcy 7 Batalionu Kawalerii Powietrznej oraz szefa S-3 Brygady. W 2003 ukończył studia w Akademii Obrony Narodowej. 
W latach 2010–2011 był dowódcą 6 Batalionu Powietrznodesantowego z 6 Brygady Powietrznodesantowej, a następnie dowódcą 1 Batalionu Kawalerii Powietrznej z 25 Brygady Kawalerii Powietrznej. W 2013 objął funkcję starszego specjalisty w Oddziale Szkolenia Szefostwa Wojsk Aeromobilnych w Dowództwie Wojsk Lądowych. W 2014 został szefem Wydziału Operacyjnego w Zarządzie Wojsk Aeromobilnych i Zmotoryzowanych Inspektoratu Wojsk Lądowych Dowództwa Generalnego RSZ. 29 maja 2017 w obecności inspektora Rodzajów Wojsk gen. bryg. Sławomira Kowalskiego przyjął obowiązki dowódcy 9 Warmińskiego pułku rozpoznawczego i Garnizonu Lidzbark Warmiński od cz.p.o. ppłka Waldemara Niesierowskiego. 26 marca 2020 w Lidzbarku Warmińskim w obecności szefa Zarządu Rozpoznania i Walki Elektronicznej DG RSZ płka Marcina Frączka przekazał dowodzenie 9 Warmińskim Pułkiem Rozpoznawczym i Garnizonem Lidzbark Warmiński dla płka Jarosława Niemca. Pułkownik Radosław Cyniak ukończył podyplomowe studia taktyczno-operacyjne, kurs dowódców batalionów i wyższy kurs strategiczno-operacyjny. Uczestniczył w misjach poza granicami kraju w ramach PKW w Kosowie i dwukrotnie w PKW Irak. Od 2020 pełnił służbę na stanowisku szefa Oddziału Rozpoznania Ogólnowojskowego i Osobowego ZRiWE, a następnie był szefem szkolenia – zastępcą szefa zarządu wojsk aeromobilnych i zmotoryzowanych w Dowództwie Generalnym Rodzajów Sił Zbrojnych, z której funkcji odszedł do rezerwy 30 września 2021.

## Awanse[5]
- podporucznik – 1995
- porucznik – 1998
- kapitan – 2002
- major – 2007
- podpułkownik – 2010
- pułkownik – 2017

## Ordery, odznaczenia i wyróżnienia
- Wojskowy Krzyż Zasługi[6]
- Gwiazda Iraku
- Odznaka Honorowa Wojsk Lądowych
- Odznaka pamiątkowa 9 Warmińskiego pułku rozpoznawczego – 2017, ex officio
- Wojskowa Odznaka Sprawności Fizycznej I stopnia
- Odznaka Skoczka Spadochronowego Wojsk Powietrznodesantowych – 1993

i inne